# Веселівка (Хмельницький район)

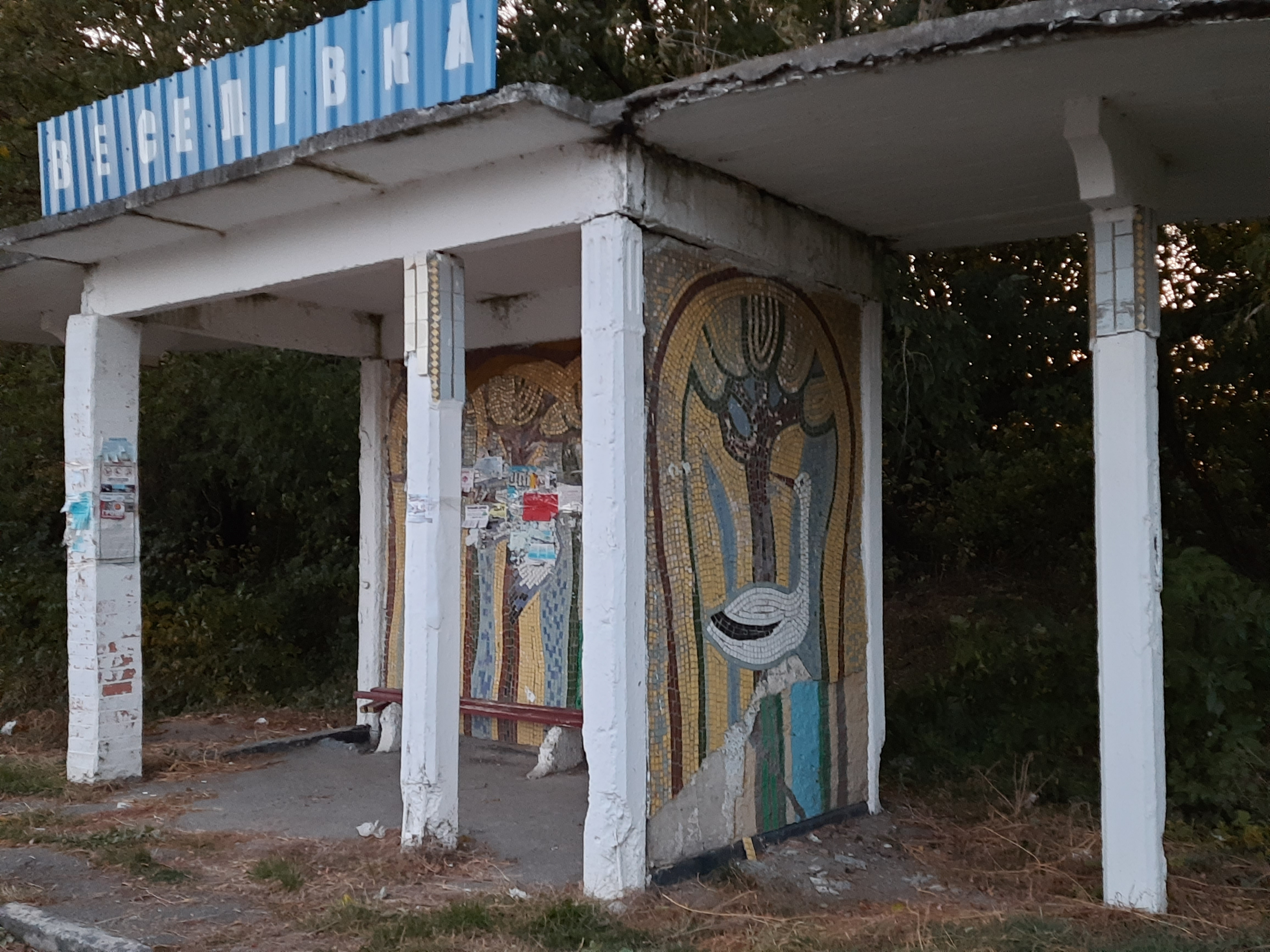
Автобусна зупинка біля села

Весе́лівка, Веселівці — село в Україні, у Красилівській міській громаді Хмельницького району Хмельницької області. Населення становить 240 осіб.

## Історія
У 1906 році село Кобиллє Красилівської волості Старокостянтинівського повіту Волинської губернії. Відстань від повітового міста 33 верст, від волості 11. Дворів 196, мешканців 1077.
Колишній орган місцевого самоврядування — Веселівська сільська рада.

## Населення

### Мова
Розподіл населення за рідною мовою за даними перепису 2001 року:
| Мова       | Кількість | Відсоток |
| ---------- | --------- | -------- |
| українська | 238       | 99.17 %  |
| російська  | 2         | 0.83 %   |
| Усього     | 240       | 100 %    |